# You're the One (찰리 XCX의 노래)
"You're The One"은 찰리 XCX의 노래로, 데뷔 앨범 "True Romance"에 수록되어 있다.

## 곡 목록
- CD single / Digital download
  - "You're the One" – 3:15